# Campeonato Juvenil Africano de 2005
El Campeonato Juvenil Africano de 2005 se jugó del 15 al 29 de enero en Benín y contó con la participación de 8 selecciones juveniles de África provenientes de una fase eliminatoria.
Nigeria venció en la final a Egipto para ser campeón del torneo por quinta ocasión.

## Eliminatoria

### Ronda Preliminar
| Equipo 1     | Agr.   | Equipo 2 | Ida | Vuelta |
| ------------ | ------ | -------- | --- | ------ |
| Mauricio     | w.o.   | Lesoto   | -   | -      |
| RD Congo     | w.o.   | Burundi  | -   | -      |
| Libia        | 2–2(a) | Níger    | 2–2 | 0–0    |
| Sierra Leona | (a)1–1 | Gambia   | 0–0 | 1–1    |
| Sudán        | 3–1    | Somalia  | 1–0 | 2–1    |
| Eritrea      | 0–1    | Ruanda   | 0–1 | 0–0    |
| Namibia      | 0–5    | Botsuana | 0–0 | 0–5    |

### Primera Ronda
| Equipo 1        | Agr.         | Equipo 2     | Ida | Vuelta |
| --------------- | ------------ | ------------ | --- | ------ |
| Congo           | w.o.         | Camerún      | -   | -      |
| Nigeria         | w.o.         | RD Congo     | -   | -      |
| Zambia          | w.o.         | Etiopía      | -   | -      |
| Gabón           | w.o.         | Ghana        | -   | -      |
| Tanzania        | w.o.         | Zimbabue     | 1–0 | 0–4    |
| Argelia         | 1–3          | Níger        | 1–2 | 0–1    |
| Marruecos       | 3–1          | Sierra Leona | 3–0 | 0–1    |
| Egipto          | 4–0          | Sudán        | 4–0 | 0–0    |
| Sudáfrica       | 2–2(a)       | Lesoto       | 2–1 | 0–1    |
| Mozambique      | 1–4          | Ruanda       | 1–0 | 0–4    |
| Angola          | 5–2          | Botsuana     | 3–0 | 2–2    |
| Costa de Marfil | 2–2 (p: 5–4) | Guinea       | 2–0 | 0–2    |
| Túnez           | 1–1 (p: 3–5) | Burkina Faso | 1–0 | 0–1    |
| Malí            | 3–1          | Senegal      | 3–1 | 0–0    |

### Segunda Ronda
Níger fue descalificado por la FIFA por usar jugadores que superan los 20 años de edad. También fueron acusados de lo mismo Lesoto y Zimbabue, pero ellos no fueron castigados.
| Equipo 1  | Agr.   | Equipo 2        | Ida | Vuelta |
| --------- | ------ | --------------- | --- | ------ |
| Marruecos | dq     | Níger           | 4–0 | -      |
| Zambia    | 2–3    | Egipto          | 2–0 | 0–3    |
| Zimbabue  | 0–3    | Lesoto          | 0–0 | 0–3    |
| Angola    | 1–0    | Ruanda          | 1–0 | 0–0    |
| Ghana     | 1–2    | Costa de Marfil | 0–1 | 1–1    |
| Nigeria   | 5–2    | Burkina Faso    | 2–0 | 3–2    |
| Malí      | (a)2–2 | Camerún         | 1–0 | 1–2    |

## Clasificados
| - Angola - Benín (anfitrión) - Costa de Marfil - Egipto | - Lesoto - Malí - Marruecos - Nigeria |

## Fase de grupos

### Grupo A
| País            | J | G | E | P | GF | GC | GD | Pts |
| --------------- | - | - | - | - | -- | -- | -- | --- |
| Nigeria         | 3 | 3 | 0 | 0 | 7  | 1  | +6 | 9   |
| Benín           | 3 | 1 | 1 | 1 | 7  | 7  | 0  | 4   |
| Costa de Marfil | 3 | 1 | 0 | 2 | 2  | 5  | –3 | 3   |
| Malí            | 3 | 0 | 1 | 2 | 4  | 7  | –3 | 1   |

| 15 de enero de 2005 | Costa de Marfil     | 1-0 | Malí |  |  |
|                     | Abdramane Diaby 61' |     |      |  |  |

| 15 de enero de 2005 | Benín | 0-3 | Nigeria                                                    |  |  |
|                     |       |     | Taye Taiwo 25' (pen.) · David Adwo 34' · Victor Obinna 46' |  |  |

| 18 de enero de 2005 | Nigeria                                                      | 3-1 | Malí               |  |  |
|                     | David Abwo 45' · Solomon Okoronkwo 81' · Olubayo Adefemi 84' |     | Kalifa Dembele 55' |  |  |

| 18 de enero de 2005 | Costa de Marfil | 1-4 | Benín                                                                  |  |  |
|                     | Yedi Zahiri 90' |     | Coffi Agbesi 37' · Gariga Maiga 49' · 80' (pen.) · Mathieu Adeniyi 52' |  |  |

| 22 de enero de 2005 | Nigeria        | 1-0 | Costa de Marfil |  |  |
|                     | Taye Taiwo 78' |     |                 |  |  |

| 22 de enero de 2005 | Malí                                                      | 3-3 | Benín                                                         |  |  |
|                     | Kalifa Dembele 27' · Boubacar Kebe 35' · Koniba Ladji 65' |     | Romuald Boco 31' · Bachirou Osseni 40' · Razak Omotoyossi 44' |  |  |

### Grupo B
| País      | J | G | E | P | GF | GC | GD | Pts |
| --------- | - | - | - | - | -- | -- | -- | --- |
| Egipto    | 3 | 2 | 1 | 0 | 7  | 3  | +4 | 7   |
| Marruecos | 3 | 2 | 1 | 0 | 5  | 2  | +3 | 7   |
| Lesoto    | 3 | 1 | 0 | 2 | 3  | 7  | –4 | 3   |
| Angola    | 3 | 0 | 0 | 3 | 1  | 4  | –3 | 0   |

| 16 de enero de 2005 | Egipto                | 1-0 | Angola |  |  |
|                     | Islam Adel 20' (pen.) |     |        |  |  |

| 16 de enero de 2005 | Marruecos                                   | 2-0 | Lesoto |  |  |
|                     | Rachid Tiberkanine 63' · Tarik Bendamou 80' |     |        |  |  |

| 19 de enero de 2005 | Angola           | 1-2 | Lesoto                                     |  |  |
|                     | Manuel Zando 27' |     | Dlomo Monaphathi 40' · Bokang Mothoana 45' |  |  |

| 19 de enero de 2005 | Marruecos                                 | 2-2 | Egipto                            |  |  |
|                     | Mouhssine Iajour 49' · Tarik Bendamou 76' |     | Mahmoud Alla 46' · Islam Siam 84' |  |  |

| 23 de enero de 2005 | Angola | 0-1 | Marruecos            |  |  |
|                     |        |     | Mouhssine Iajour 39' |  |  |

| 23 de enero de 2005 | Lesoto                  | 1-4 | Egipto                                                                        |  |  |
|                     | Lintho Korie 88' (pen.) |     | Abdou Abdallah 7' · Farag Ahmed 12' · Mohamed Abdallah 75' · Mahmoud Alla 82' |  |  |

## Fase Final

### Semifinales
| 26 de enero de 2005 | Nigeria                                    | 2-2 (5-3 p) | Marruecos                 |  |  |
|                     | Solomon Okoronkwo 53' · Victor Obinna 114' |             | Mouhssine Iajour 11' 101' |  |  |

| 26 de enero de 2005 | Egipto         | 1-1 (3-1 p) | Benín         |  |  |
|                     | Islam Adel 83' |             | Abou Maiga 3' |  |  |

### Tercer Lugar
| 29 de enero de 2005 | Marruecos            | 1-1 (3-5 p) | Benín                 |  |  |
|                     | Mouhssine Iajour 11' |             | Abdoulaye Ouzerou 45' |  |  |

### Final
| 29 de enero de 2005 | Nigeria               | 2-0 | Egipto |  |  |
|                     | Isaac Promise 45' 55' |     |        |  |  |

## Campeón
| Campeonato Juvenil Africano 2005 |
| -------------------------------- |
| Bandera de Nigeria               |
| Nigeria 5º Título                |

## Clasificados al Mundial Sub-20
| - Benín - Nigeria | - Marruecos - Nigeria |

## La Muerte de Samiou Yessoufou
El portero de Benín Samiou Yessoufou fue asesinado por aficionados furiosos luego de que Benín perdiera 0-3 ante Nigeria.